# Stefan (Jaworski)
Stefan (imię świeckie Symeon Iwanowicz Jaworski, po przyjęciu unii Stanisław, ur. 1658 w Jaworowie, zm. 16 listopada?/27 listopada 1722 w Moskwie) – ukraiński biskup Rosyjskiego Kościoła Prawosławnego. W latach 1701–1721 locum tenens Patriarchatu Moskiewskiego. W 1721 Piotr I dokonał radykalnej reformy ustroju Rosyjskiego Kościoła Prawosławnego, likwidując instytucję patriarchatu i wprowadzając Świątobliwy Synod Rządzący, kierowany przez świeckiego oberprokuratora, jako najwyższy organ zarządzający.

## Życiorys
Urodził się w Jaworowie koło Lwowa w województwie ruskim w szlacheckiej prawosławnej rodzinie Jaworskich herbu Sas. Ukończył Kolegium Mohylańskie w Kijowie. Następnie dokonał konwersji na wyznanie unickie i kontynuował studia w szkołach katolickich we Lwowie, Lublinie, Poznaniu i Wilnie pod imieniem Stanisława Simona. Z okresu nauki na uczelniach katolickich wyniósł doskonałą znajomość teologii katolickiej oraz wrogi stosunek do protestantyzmu. 
W 1687 lub 1689 wrócił do Kijowa i dokonał powtórnej konwersji na prawosławie. W 1689, za radą metropolity kijowskiego Warłaama złożył wieczyste śluby mnisze, wstępując do Ławry Pieczerskiej. Od 1690 wykładał w Akademii Kijowsko-Mohylańskiej, zaś od 1691 był jej prefektem. W 1697 otrzymał godność igumena.
Był bliskim współpracownikiem metropolity kijowskiego Warłaama, wielokrotnie służył jako jego poseł do Rosji. W styczniu 1700 razem z innym igumenem zawiózł do patriarchy moskiewskiego i całej Rusi Adriana list z prośbą o ponowne erygowanie eparchii perejasławskiej i wyświęcenie jednego z przybyłych duchownych na jej ordynariusza. Po przyjeździe do Moskwy ihumen Stefan został poproszony o wygłoszenie kazania na pogrzebie wojewody Szeina. Kazanie to wywarło wielkie wrażenie na carze Piotrze I, który nakazał patriarsze wyświęcić go na biskupa i wyznaczyć na ordynariusza dowolnej eparchii w niewielkiej odległości od Moskwy. Ihumen początkowo nie zgadzał się na przyjęcie chirotonii biskupiej, ostatecznie jednak przystał na to i 7 kwietnia 1700 został biskupem riazańskim i muromskim, po czym natychmiast otrzymał godność metropolity.
16 grudnia 1701, ponad rok po śmierci patriarchy Adriana, Piotr I wyznaczył metropolitę Stefana na locum tenens Patriarchatu Moskiewskiego, nie pozwalając na wybory patriarchy. Motywacją dla wyznaczenia na ten urząd metropolity riazańskiego było wykształcenie w zachodnich szkołach, jakie uzyskał on w odróżnieniu od duchownych rosyjskich. Metropolita Stefan w pełni popierał politykę cara, chwaląc w swoich tekstach jego wyprawy wojenne. Zgodnie z jego życzeniem dokonał szeregu chirotonii biskupich wykształconych poza Rosją duchownych, zreformował Moskiewską Akademię Duchowną w duchu zachodnim. Starał się jednak przeciwdziałać reformom ustroju Rosyjskiego Kościoła Prawosławnego i wprowadzaniu doń rozwiązań naśladujących te funkcjonujące w Kościołach protestanckich. W rezultacie stopniowo tracił zaufanie Piotra I. Nie czując się na siłach, by otwarcie sprzeciwić się władcy, metropolita wielokrotnie prosił o zwolnienie z funkcji i zgodę na odejście w stan spoczynku, car jednak nie dopuszczał do tego. W ostatnich latach życia Stefan (Jaworski) w zarządzaniu Cerkwią wykonywał jedynie polecenia Piotra I, na jego życzenie opuścił Riazań i zamieszkał w Petersburgu, oddając faktyczny zarząd swojej eparchii w ręce biskupa krutickiego. O nominacjach i chirotoniach biskupich decydował Piotr I, zmuszając m.in. Stefana do wyświęcenia Teofana (Prokopowicza), z którego poglądami locum tenens zdecydowanie się nie zgadzał.
W 1721, po powstaniu Świątobliwego Synodu Rządzącego, metropolita Stefan został włączony w skład jego członków. Negatywnie nastawiony do tejże instytucji, nie uczestniczył jednak w jej pracach. Zmarł w 1722 w Moskwie i został pochowany w soborze Zaśnięcia Matki Bożej w Riazaniu. Swoją obszerną bibliotekę przekazał do monasteru w Nieżynie, który sam polecił założyć.